# Westermayer
Westermaier ist ein deutscher Familienname.

## Herkunft und Bedeutung
Westermaier ist eine Variante des Familiennamens Meier.

## Varianten
- Westermaier, Westermayr, Westermeier, Westermeyer, Westermeyr

## Namensträger
- Alexander Westermayer (1894–1944), deutscher kommunistischer Widerstandskämpfer gegen den Nationalsozialismus, Konstrukteur und Opfer des Faschismus
- Anton Westermayer (1816–1894), deutscher katholischer Geistlicher, Schriftsteller und Mitglied des Reichstages
- Georg Westermayer (1836–1893), deutscher Historiker, Dichter und römisch-katholischer Geistlicher
- Waldemar Westermayer (* 1953), deutscher Politiker (CDU)
- Eduard Westermayer (1824–1892), deutscher Klavierfabrikant und Erfinder, gründet 1863 Ed. Westermayer Klavierfabrik in Berlin